# Мордред
Мордред е един от главните отрицателни герои от легендата за крал Артур, рицар на Кръглата маса, едновременно син и племенник на крал Артур.
В една от версиите Мордред е син на по-голямата сестра на крал Артур, злата фея Моргана, която го измамва като приема образа на Гуиневир, за да зачене от него. В друга версия Мордред е син на по-малката сестра на крал Артур, Моргейз (според други версии се казва Ана или Анна), жена на крал Лот от Оркни. Моргейз е съюзничка на Моргана за завземането на Камелот.
Мордред е посветен в рицарство и става рицар на Кръглата маса, но не се проявява с особени подвизи. Не се ползва с уважението на другите рицари, които го считат за коварен страхливец.
Артур не признава Мордред за син, само за незаконнороден племенник. Убит е в битката за Камелот.